# Melpomena
Melpomena (starogrško starogrško Μελπομένη: Melpoméne) je bila muza tragedije v grški mitologiji. Običajno je predstavljena s tragično masko in koturnami, tradicionalnim obuvalom igralcev v stari Grčiji. Včasih drži v eni roki nož ali palico in v drugi masko. 
Po njej je poimenovan tudi asteroid 18 Melpomena (Melpomene).